# Lester Finch
Lester Charles Finch  (26 tháng 8 năm 1909 – 20 tháng 11 năm 1995) là một cầu thủ bóng đá và huấn luyện viên bóng đá người Anh, được biết đến nhiều nhất với thời gian dài gắn bó Barnet, và đại diện Vương quốc Anh at the Thế vận hội Mùa hè 1936. Ông khởi đầu sự nghiệp tại Hadley trước khi chuyển đến kình địch địa phương Barnet.
Ông cũng đại diện đội tuyển Anh năm 1941, khi thi đấu với Wales, nhưng ông không được tính là ra sân.